# 연방군주제
연방군주제(聯邦君主制, federal monarchy)는 연방제 국가의 연방원수가 군주인 체제이다. 연방에 가맹한 맹방들은 군주국일 수도 있고 아닐 수도 있다. 맹방이 군주국일 경우 각 맹방마다 소군주들이 있을 수도 있고 연방군주와 동일할 수도 있다.
에드워드 어거스터스 프리먼이 1863년 『연방정부의 역사』에서 처음 사용한 용어다.
역사적으로 대표적인 연방군주제 국가는 독일 제국으로, 독일 제국의 국가원수는 독일 황제였으며 독일 황제는 제국에서 가장 큰 구성국인 프로이센 왕국의 국왕을 겸했다. 독일 제국 구성국인 여러 제후국들은 각자의 군주와 일부는 자체적인 육군을 보유했다. 또한 23개 군주국 외에도 3개의 공화제 도시국가(브레멘, 함부르크, 뤼베크)가 제국을 이뤘고, 반자치령인 엘자스-로트링겐도 공화제였다.
19세기 이탈리아와 오스트리아-헝가리, 20세기 유고슬라비아에서도 연방군주제 도입이 논의되었으나 실현되지는 못했다. 현재 연방군주제 국가로는 다음과 같은 국가들이 있다.
| 국가              | 공식 국명                                                    | 가맹방 형태        | 국가원수           |
| ----------------- | ------------------------------------------------------------ | ------------------ | ------------------ |
| 오스트레일리아    | 오스트레일리아 커먼웰스 (Commonwealth of Australia)          | 주와 준주          | 국왕               |
| 벨기에            | 벨기에 왕국 (Kingdom of Belgium)                             | 언어 공동체와 지역 | 벨기에인의 왕      |
| 캐나다            | 캐나다 (Canada)                                              | 주와 준주          | 국왕               |
| 말레이시아        | 말레이시아 (Malaysia)                                        | 가맹국과 연방령    | 양 디페르투안 아공 |
| 세인트키츠 네비스 | 세인트키츠 네비스 연방 (Federation of Saint Kitts and Nevis) | 교구               | 국왕               |
| 아랍에미리트      | 아랍에미리트 연방 (United Arab Emirates)                     | 토후국             | 대통령             |

이 중 아랍에미리트와 말레이시아는 과거의 독일 제국과 거의 동일한 체제이다. 두 국가의 연방국가원수는 가맹방국가원수들 중 선출되며, 가맹방들은 군주국으로서 그 원수는 아랍에미리트의 경우 에미르 말레이시아의 경우 술탄 또는 라자다.

## 같이 보기
- 정부형태
- 군주국 목록
- 연방공화국